# Anne Grommerch
Anne Grommerch [ɡʁɔmɛʁʃ], née Brandenbourger le 11 décembre 1970 à Thionville (Moselle) et morte le 15 avril 2016 à Esch-sur-Alzette (Luxembourg), est une femme politique française.
Membre de l'UMP puis des Républicains, elle est députée de 2008 à 2016 et maire de Thionville entre 2014 et 2016.

## Biographie

### Études et carrière professionnelle
Originaire de Waldwisse, elle a un frère et une sœur. Sa famille vient s'installer à Thionville, où ses parents, les Brandenbourger, commerçants, tiennent une boucherie rue de l'Agriculture pendant quarante ans. Elle fréquente l’école de la Perdrix, le collège Paul-Valéry puis le lycée Hélène-Boucher. Ayant échoué au concours de sage-femme, elle poursuit ses études en sciences de la nature à Nancy et obtient un diplôme d'études universitaires générales (DEUG).
Elle entre dans la vie professionnelle en 1991 en tant qu’assistante de direction dans un bureau d’expertise automobile au Luxembourg. Déléguée commerciale puis district manager, en 2006 elle devient directrice des ventes au sein de Soutirages luxembourgeois Sarl (Coca-Cola entreprise).

### Carrière politique
Anne Grommerch est conseillère municipale de Roussy-le-Village de mars 2008 à décembre 2012.
Suppléante de Jean-Marie Demange, elle devient députée en 2008, après le suicide de celui-ci. Pour pouvoir totalement se consacrer à ses nouvelles fonctions de députée, elle fait le choix de mettre un terme à sa carrière professionnelle. À l’Assemblée nationale, Anne Grommerch est membre de la commission des affaires économiques.

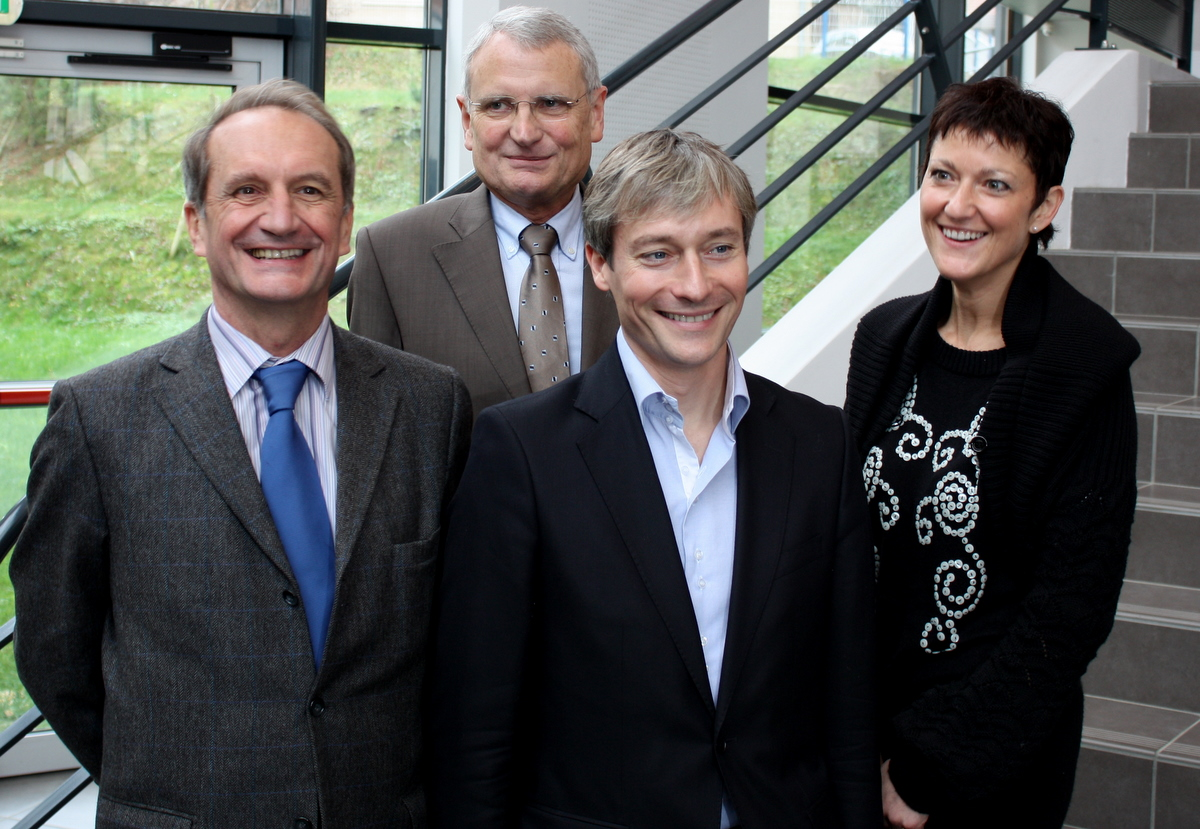
Aux côtés de Gérard Longuet, Gérard Cherpion et Laurent Hénart, en 2010.

Élue conseillère régionale de Lorraine lors des élections de mars 2010, Anne Grommerch cumule cette fonction avec celle de députée jusqu'aux élections régionales de 2015, lors desquelles elle ne se présente pas.
En juillet 2011, alors chargée d'un rapport sur la « famille durable » pour l'UMP, elle préconise le maintien de la mise à l'écart des couples homosexuels, « trop volages et frivoles pour se marier et avoir des enfants ». Ce rapport lui vaut d'être qualifiée de « députée homophobe de la mandature » par le collectif LGBT Couleurs gaies, qui investit sa permanence le 20 avril 2012. Xavier Bettel, bourgmestre de Luxembourg dont l'homosexualité est notoire, s'affiche cependant à ses côtés lors de la campagne législative de 2012.
Elle conserve son siège de députée dans la 9e circonscription de la Moselle après avoir obtenu 53,07 % des voix au second tour des élections législatives de juin 2012. Le 26 juin 2012, elle est élue vice-présidente du groupe UMP à l'Assemblée nationale.
En janvier 2013, à la suite de l’accord entre Jean-François Copé et François Fillon qui a suivi la crise politique du congrès de novembre 2012, elle est nommée, avec Marie-Anne Montchamp, déléguée générale chargée de la formation.
Le 30 mars 2014, elle remporte l'élection municipale de Thionville avec 77 voix d'avance sur Bertrand Mertz (PS). Le 4 avril suivant, elle est élue maire par le conseil municipal. Un an plus tard, l'élection est annulée par décision du Conseil d'État après une infraction constatée durant la campagne électorale,. Le 12 octobre 2017, après le décès d'Anne Grommerch, deux de ses proches seront condamnés pour fraude électorale fondée sur des fausses procurations à l'élection de 2014. Le 21 juin 2015, elle remporte l'élection municipale partielle, avec 53,74 % des voix, face à la liste conduite par Bertrand Mertz (46,26 %), dans un scrutin marqué par une abstention qui atteint près de 50 %. Le 26 juin suivant, elle est réélue maire par le nouveau conseil municipal.
Considérée comme libérale, membre de la Droite sociale, Anne Grommerch est proche de Laurent Wauquiez, qui se réclame d'une droite « décomplexée ».

### Vie familiale
Mariée à Éric Grommerch, un Belge rencontré dans le cadre professionnel, elle a deux enfants.

### Mort
Anne Grommerch meurt le 15 avril 2016 à Esch-sur-Alzette, des suites d'un cancer du sein qui l'avait écartée plusieurs jours  auparavant de la scène politique,,.

## Hommage
Le 27 juin 2016, le conseil municipal de Thionville décide de rebaptiser la « place du Marché » en son hommage « place Anne-Grommerch », malgré une pétition pour que la place du Marché garde son nom historique.

## Détail des mandats et fonctions

### Fonctions parlementaires
- 18 novembre 2008 - 15 avril 2016 : députée de la 9e circonscription de la Moselle

### Mandats locaux
- 26 mars 2010 - 13 décembre 2015 : conseillère régionale de Lorraine
- 4 avril 2014 - 24 avril 2015 : maire de Thionville (élection annulée par le Conseil d'État[6])
- 26 juin 2015 - 15 avril 2016 : maire de Thionville
- Présidente de la communauté d'agglomération porte de France Thionville